# Odontocolon rufum
Odontocolon rufum är en stekelart som först beskrevs av Tohru Uchida 1928.  Odontocolon rufum ingår i släktet Odontocolon och familjen brokparasitsteklar. Inga underarter finns listade i Catalogue of Life.